# Gilbert Fitz Richard
Gilbert Fitz Richard (ur. 1065, zm. 1115), syn Richarda Fitz Gilberta i Rohese Giffard, córki   Waltera Giffarda, pana de Longueville.
Po śmierci ojca w 1090 r. odziedziczył jego angielskie posiadłości, które uczyniły Gilberta jednym z największych posiadaczy ziemskich w Anglii. Normandzkie włości jego ojca odziedziczył brat Gilberta, Roger. Gilbert otrzymał nowe nadania ziemskie od króla Henryka I (m.in. zamek Cardigan). Otrzymał również od niego tytuł lorda Cardigan. Zmarł w 1115 r.
W 1086 r. poślubił Alice de Claremont, córkę Hugona de Creil, hrabiego Clermont, i Małgorzaty, córki Hilduina, hrabiego de Roucy. Gilbert i Alice mieli razem pięciu synów i cztery córki:
- Walter de Clare (1086–1149)
- Margaret de Clare (1090–1185), żona sir Williama de Montfitchet, lorda Stanstead Mountfitchet
- Alice de Clare (1092–1163), żona Aubreya de Vere, miała dzieci
- Baldwin Fitz Gilbert de Clare (1092–1154), lord Bourne
- Richard Fitz Gilbert de Clare (1094 - 15 kwietnia 1136), 1. hrabia Hertford
- Hervey de Clare (ur. ok. 1096)
- Gilbert Fitz Gilbert de Clare (1100 - 6 stycznia 1148), 1. hrabia Pembroke
- Rohese de Clare (1105–1149), żona Baderona z Monmouth
- Margaret de Clare (ur. 1106)